# Забродино (Алтайский край)
Забродино — село в Тальменском районе Алтайского края. Входит в состав Луговского сельсовета.

## География
Расположено на левом берегу реки Чумыш. Абсолютная высота — 134 метра над уровнем моря.

## История
Основано в 1700 году. В 1926 году в деревне Забродиной имелось 256 хозяйств и проживало 1290 человек (636 мужчин и 654 женщины). В национальном составе населения того периода преобладали русские, украинцы, белорусы. Действовала школа I ступени. В административном отношении являлась центром Забродинского сельсовета Тальменского района Барнаульского округа Сибирского края.

## Население
| 1926 | 2000 | 2001 | 2002 | 2010 | 2012 |
| ---- | ---- | ---- | ---- | ---- | ---- |
| 1290 | ↘304 | ↗317 | ↗344 | ↘342 | ↗352 |
| 2013 |      |      |      |      |      |
| ↗356 |      |      |      |      |      |

Национальный состав
Согласно результатам переписи 2002 года, в национальной структуре населения русские составляли 88 %.